# Гранитово (област Видин)
 За другото българско село вижте Гранитово (Област Ямбол).  
Гранѝтово е село в Северозападна България, община Белоградчик, област Видин.

## География
Село Гранитово се намира в западния Предбалкан, на около 5 км северно от град Белоградчик. Разположено е по склон с преобладаващ наклон на североизток на възвишение в северната част на планинския рид Венеца. Надморската височина в западната част на селото достига около 450 – 460 м, а в най-източната намалява до около 370 м.
През селото минава третокласният път от град Димово за Белоградчик.
Населението на село Гранитово , 884 лица към 1934 г., намалява постепенно до 193 лица към 1985 г. – средно с по 14 – 15 годишно, след което към 2018 г. намалява сравнително по-бавно до 42 лица – средно по 4 – 5 годишно.
Край село Гранитово има мраморизирани варовици, които се отличават с много добри декоративни качества и е действала кариера за облицовъчен камък. 

## История
Според местни легенди жители на Калугер основават недалечното село Медовница.
През 1949 г. дотогавашното име на селото – Калу̀гер, е променено на Гранитово. 

## Население
Преброяване на населението през 2011 г.
Численост и дял на етническите групи според преброяването на населението през 2011 г.:
|                     | Численост | Дял (в %) |
| Общо                | 60        | 100,00    |
| Българи             | 60        | 100,00    |
| Турци               | 0         | 0,00      |
| Цигани              | 0         | 0,00      |
| Други               | 0         | 0,00      |
| Не се самоопределят | 8         | 0,00      |
| Неотговорили        | 0         | 0,00      |

## Обществени институции
В село Гранитово има православен храм „Свети, Свети Константин и Елена“ .
До 1999 г. е действало кметство Гранитово, което е закрито и в селото има кметско наместничество на община Белоградчик.

## Културни и природни забележителности
В непосредствена близост до последните къщи от югоизток на село Гранитово се намира пещерата Цанкино врело̀ с обща дължина 161 м.  Пещерата е сравнително бедна на образувания. Проникването в нея се осъществява само от екипирани пещерняци.

## Редовни събития
Годишният събор в Гранитово е на 1 юни.

## Личности

### Родени в Гранитово
- Иван Савов (1870 – 1902), български революционер от ВМОРО